# Cirkumpoláris

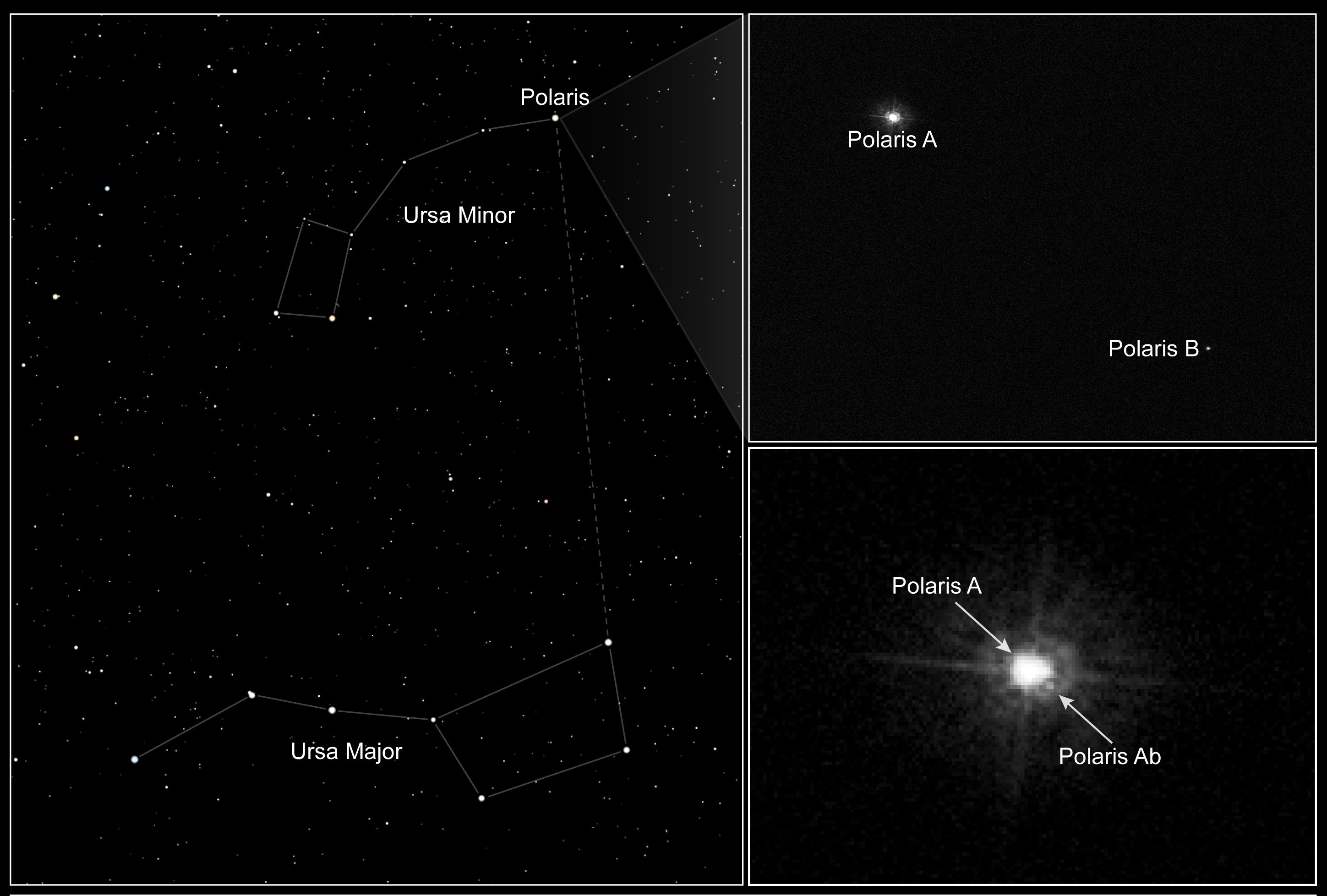
A Sarkcsillag, ami Magyarországról nézve cirkumpoláris

A cirkumpoláris csillag olyan csillag, ami a Föld egy adott pontján sohasem nyugszik le, azaz sohasem kerül a horizont alá. Emiatt a cirkumpoláris objektumok az adott földrajzi helyről az év minden napján egész éjszaka láthatóak, sőt ha a Nap fénye nem nyomná el őket, nappal is végig megfigyelhetőek lennének. Cirkumpolaritásról beszélhetünk csillagképek vagy aszterizmusok esetében is. Az ellenkező égi félgömb ugyanilyen deklinációjú csillagai ugyanarról a földrajzi szélességről soha nem láthatók, azaz mindig a horizont alatt vannak.
Magyarországon a legjellegzetesebb cirkumpoláris alakzatok közé tartozik a Göncölszekér, a Cassiopeia és a Sarkcsillag. Az Északi-sarkon a Nap a tavaszitól az őszi nap-éj egyenlőségig cirkumpoláris csillagok háttere előtt halad, ez okozza a fél évig tartó nappalt és az éjféli nap jelenséget. Ősztől tavaszig a Déli-sarkon tapasztalható ugyanez.